# SaskPower
SaskPower ist ein kanadisches Energieversorgungsunternehmen mit Sitz in Regina, Saskatchewan. Das Unternehmen betreibt mehrere Kraftwerke in Saskatchewan und Alberta und ist vollständig im Besitz der kanadischen Provinz Saskatchewan.

## Geschichte
Gegründet wurde SaskPower 1929 als Saskatchewan Power Commission, um die Elektrizitätsversorgung der Provinz Saskatchewan zu koordinieren. Noch im selben Jahr nahm das Unternehmen mit der Humboldt Generating Station sein erstes Kraftwerk in Betrieb. 1949 erfolgte die Umbenennung in Saskatchewan Power Corporation, das seither als Crown Corporation (öffentliches Unternehmen) agiert.
1959 begannen die Arbeiten am Dammprojekt am South Saskatchewan River, das auch das Wasserkraftwerk Coteau Creek umfasst. 1963 wurde das neue Hauptquartier von SaskPower in Regina eröffnet. Seit 1987 tritt das Unternehmen nach außen unter der Abkürzung SaskPower auf.

## Tochterunternehmen
- NorthPoint Energy Solutions Inc.
- SaskPower Shand Greenhouse
- SaskPower International Inc.

## Kraftwerke
| Name                                    | Ort                    | Art         | Leistung (MW) |
| --------------------------------------- | ---------------------- | ----------- | ------------- |
| Boundary Dam Power Station              | Estevan                | Kohle       | 824           |
| Poplar River Power Station              | Coronach               | Kohle       | 582           |
| Shand Power Station                     | Estevan                | Kohle       | 276           |
| Cory Cogeneration Station               | Saskatoon              | Erdgas      | 228           |
| MRM Cogeneration Station                | Fort McMurray, Alberta | Erdgas      | 172           |
| Athabasca System Hydroelectric Stations | Uranium City           | Wasserkraft | 23            |
| Coteau Creek Hydroelectric Station      | Elbow                  | Wasserkraft | 186           |
| E.B. Campbell Hydroelectric Station     | Nipawin                | Wasserkraft | 288           |
| Island Falls Hydroelectric Station      | Sandy Bay              | Wasserkraft | 101           |
| Nipawin Hydroelectric Station           | Nipawin                | Wasserkraft | 255           |
| Yellowhead Power Station                | North Battleford       | Erdgas      | 138           |
| Landis Power Station                    | Landis                 | Erdgas      | 79            |
| Meadow Lake Power Station               | Meadow Lake            | Erdgas      | 44            |
| Queen Elizabeth Power Station           | Saskatoon              | Erdgas      | 430           |
| Success Power Station                   | Swift Current          | Erdgas      | 30            |
| Ermine Power Station                    | Kerrobert              | Erdgas      | 92            |